# Mosta FC
A Mosta FC máltai labdarúgócsapat, melyet 1935-ben alapítottak. Székhelye Mosta városában található.

## Korábbi nevei
- 1935–1939: Mosta United
- 1939–1943: Mosta Rovers
- 1943–1946: Mosta Olympics
- 1946–1956: Mosta Athletics

1956 óta jelenlegi nevén szerepel.

## Külső hivatkozások
- Hivatalos oldal (angolul)
- Adatlapja Archiválva 2003. január 30-i dátummal a Wayback Machine-ben a foot.dk-n (dánul)
- Adatlapja Archiválva 2008. szeptember 13-i dátummal a Wayback Machine-ben a Weltfussballarchiv.com-on (angolul)
- Legutóbbi eredményei a Soccerwayen (angolul)